# Lobelia glandulosa
Lobelia glandulosa är en klockväxtart som beskrevs av Thomas Walter. Lobelia glandulosa ingår i släktet lobelior, och familjen klockväxter. Inga underarter finns listade i Catalogue of Life.